# Dianthus elymaiticus
Dianthus elymaiticus är en nejlikväxtart som beskrevs av Heinrich Carl Haussknecht och Bornm. Dianthus elymaiticus ingår i släktet nejlikor, och familjen nejlikväxter. Inga underarter finns listade i Catalogue of Life.